# Highlands Motorsport Park
O Highlands Motorsport Park é um autódromo localizado em Cromwell, na Nova Zelândia, o circuito foi inaugurado em 2013 e possui um traçado de 4.100 km.